# Rezerwat przyrody Jezioro Czarne (województwo wielkopolskie)
Rezerwat przyrody Jezioro Czarne – florystyczny rezerwat przyrody położony w gminie Murowana Goślina, powiecie poznańskim (województwo wielkopolskie). Leży przy historycznym Trakcie Poznańskim. Ma powierzchnię 16,51 ha (akt powołujący podawał 17,75 ha). Rezerwat znajduje się na terenie Parku Krajobrazowego Puszcza Zielonka.

## Przyroda
Został utworzony w 1959 roku w celu ochrony rzadkich roślin wodnych i torfowych: zarastającego jeziora z kłocią wiechowatą (Cladium mariscus) i torfowiska przejściowego z widłakiem torfowym (Lycopodium inundatum). Rezerwat dzieli się na dwie wyraźnie różne części: zachodnią (rozległe bagno) i wschodnią (typowy ols). Rosną tu także: bagiennik żmijowaty, rosiczka okrągłolistna i długolistna, a także żurawina błotna.
W początku lat 50. XX wieku szczegółowo przebadano rosnące nad akwenem mchy i wątrobowce. Wykryto wtedy obecność m.in. takich z nich, jak: Calypogeia mulleriana, mszar nastroszony, próchniczek błotny, Meesea triquetra, bagniak wapienny, bagiennik żmijowaty, złocieniec gwiazdkowaty i torfowiec frędzlowany (wszystkie na torfowisku przejściowym, oddział leśny 50).

## Podstawa prawna
- Zarządzenie Ministra Leśnictwa i Przemysłu Drzewnego z dnia 2 lipca 1959 r. w sprawie uznania za rezerwat przyrody (M. P. z 1959 r. Nr 77, Poz. 410)
- Obwieszczenie Wojewody Wielkopolskiego z dn. 4.10.2001 r. w sprawie ogłoszenia wykazu rezerwatów przyrody utworzonych do dn. 31.12.1998 r.
- Zarządzenie Regionalnego Dyrektora Ochrony Środowiska z dnia 17 sierpnia 2016 r. w sprawie rezerwatu przyrody „Jezioro Czarne” (Dz. Urz. Województwa Wielkopolskiego z 2016 r. poz. 5089)[1]